# 織田長弘
織田 長弘（おだ ながひろ）は、江戸時代中期の大名。大和国芝村藩5代藩主。長政流織田家5代。通称は竹助、主税。

## 生涯
4代藩主・織田長清の三男として戒重にて誕生。
正徳元年（1711年）6月1日、6代将軍・徳川家宣に御目見する。正徳4年（1714年）2月13日、父・長清の隠居により家督を相続するが、同年7月19日江戸において死去した。享年18。墓所は泉岳寺。正室・子女ともなし。
始め長清は次男衛保を相続人と考えていたものの、後に長弘に改めたという。そのため、衛保を強制的に退隠させたという。